# Liegi-Bastogne-Liegi 1936
La Liegi-Bastogne-Liegi 1936, ventiseiesima edizione della corsa, fu disputata il 26 aprile 1936 per un percorso di 211 km. Fu vinta dal belga Albert Beckaert, giunto al traguardo in 5h51'00" alla media di 36,067 km/h, precedendo i connazionali Gilbert Levae e Jan-Jozef Horemans. 
I corridori che portarono a termine la gara al traguardo di Liegi furono in totale 53.

## Ordine d'arrivo (Top 10)
| Pos. | Corridore        | Squadra        | Tempo    |
| ---- | ---------------- | -------------- | -------- |
| 1    | Albert Beckaert  | Alcyon-Dunlop  | 5h51'00" |
| 2    | Gilbert Levae    | -              | a 46"    |
| 3    | Jozef Horemans   | -              | a 1'05"  |
| 4    | Antonio Fabris   | -              | a 1'47"  |
| 5    | Éloi Meulenberg  | Alcyon-Dunlop  | a 3'06"  |
| 6    | Louis Hardiquest | De Dion-Bouton | s.t.     |
| 7    | Joseph Huts      | Colin-Wolber   | s.t.     |
| 8    | Jérôme France    | Birma          | s.t.     |
| 9    | Raymond Laplume  | -              | s.t.     |
| 10   | Arsène Mersch    | Dilecta-Wolber | s.t.     |